# Černovice (okres Pelhřimov)
Černovice (německy Tschernowitz) jsou město v okrese Pelhřimov v Kraji Vysočina. Žije zde přibližně 1 800 obyvatel. Katastrální území stejnojmenné části se jmenuje Černovice u Tábora (toto jméno také nese místní železniční stanice). Leží na pomezí současného kraje Vysočina a kraje Jihočeského. Sousedními obcemi sídla jsou Těmice, Vlčeves, Lidmaň, Křeč, Mnich, Obrataň, Bohdalín a Hojovice.

## Historie

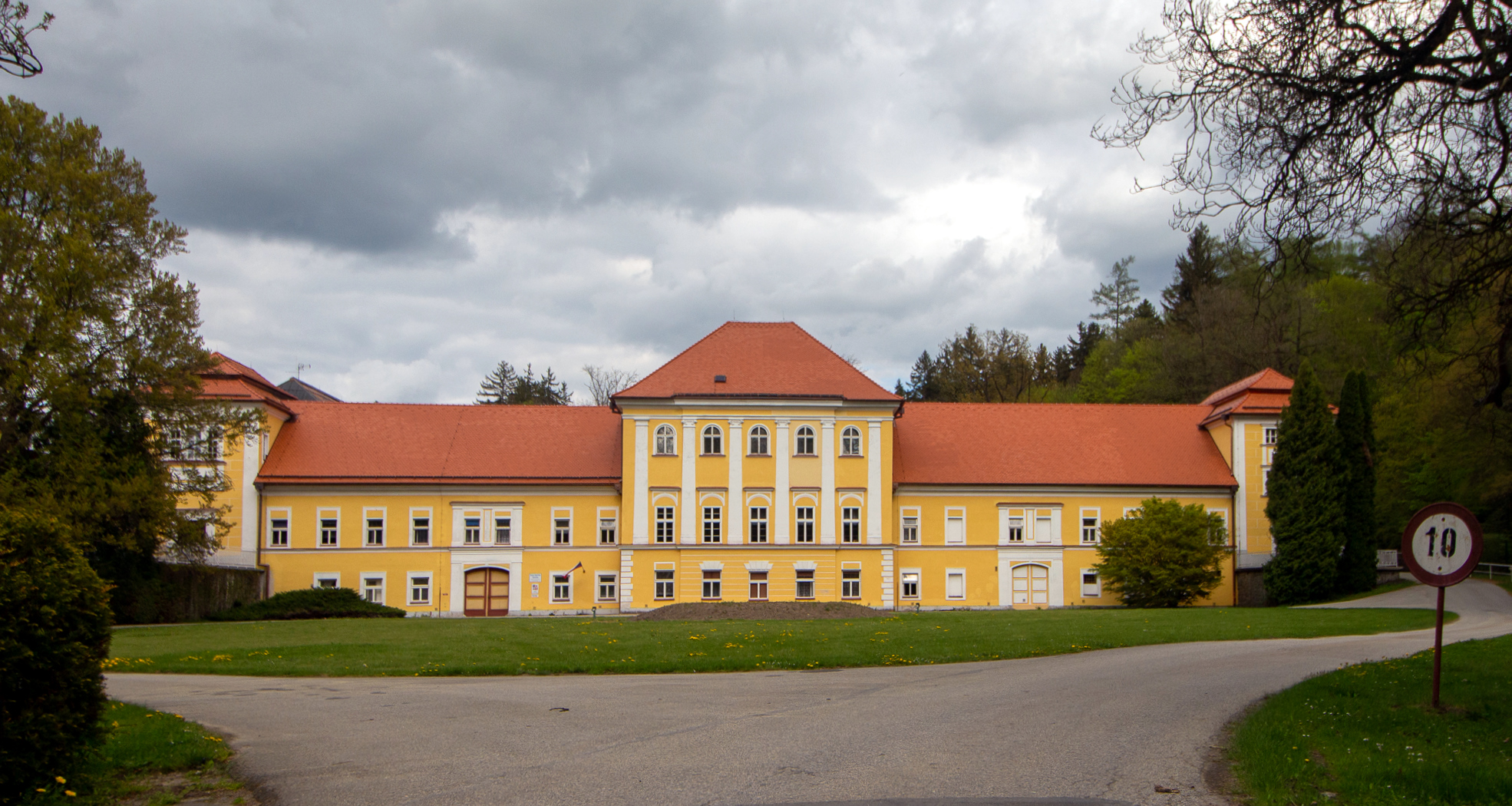
Černovický zámek

Městečko bylo založeno na důležité křižovatce cest pravděpodobně v první polovině 14. století. Patřilo k hradu Choustníku a bylo součástí rožmberského panství. Za husitských válek bylo několikrát zpustošeno. Roku 1597 koupila Černovice Magdalena Malovcova z Lisova a připojila je ke Kamenici nad Lipou. Samostatné černovické panství pak vytvořil roku 1641 Martin Jindřich Paradis z Eschaide.
Z dalších majitelů byli pro město významní Kinští ze Vchynic, Šternberkové (kteří Černovice dočasně připojili k panství Žirovnice) a Schönburgové. Během své existence byly Černovice mnohokrát postiženy požáry – jen v období 1611–1857 shořelo při velkých požárech nejméně 350 domů.
Poprvé zmiňovány jako město jsou Černovice již roku 1586. Oficiální status města získaly v roce 1991.

## Obyvatelstvo
| Rok            | 1869  | 1880  | 1890  | 1900  | 1910  | 1921  | 1930  | 1950  | 1961  | 1970  | 1980  | 1991  | 2001  | 2011  | 2021  |
| -------------- | ----- | ----- | ----- | ----- | ----- | ----- | ----- | ----- | ----- | ----- | ----- | ----- | ----- | ----- | ----- |
| Počet obyvatel | 3 697 | 3 650 | 3 657 | 3 529 | 3 411 | 3 357 | 3 023 | 2 549 | 2 335 | 2 135 | 2 003 | 1 901 | 1 846 | 1 824 | 1 728 |
| Počet domů     | 463   | 517   | 531   | 539   | 550   | 556   | 594   | 643   | 599   | 576   | 533   | 699   | 706   | 783   | 792   |

## Městská správa a politika

### Části města
- Černovice
- Benešov
- Dobešov
- Panské Mlýny
- Rytov
- Střítež
- Svatava
- Vackov
- Vlkosovice

### Politika
V letech 2006–2010 zde působil jako starosta Ladislav Novotný, od roku 2010 tuto funkci zastává Jan Brožek.

### Městské symboly
Vlajka byla městu udělena rozhodnutím předsedy Poslanecké sněmovny Parlamentu České republiky dne 15. července 1993.

## Doprava
Černovicemi vede úzkorozchodná železniční trať Jindřichův Hradec – Obrataň.

## Školství
- Základní škola a Mateřská škola Černovice
- Základní škola speciální a Praktická škola Černovice
- Odborné učiliště a Praktická škola, Černovice
- Výchovný ústav, středisko výchovné péče, střední škola a školní jídelna, Černovice

## Pamětihodnosti
- Zámek Černovice
- Socha svatého Jana Nepomuckého u zámku
- Kostel Povýšení svatého Kříže se zvonicí
- Mariánský sloup u kostela
- Sochy svatého Jana Nepomuckého a svatého Václava u kostela
- Bývalá synagoga
- Židovský hřbitov ze 17. století s asi 300 náhrobky

### Mariánské náměstí
Centrem města je Mariánské náměstí, kde uprostřed stojí kostel, zvonice, stará radnice (později kino) a sloup se sochou Madony, podle níž dostalo náměstí jméno. Na náměstí se konávaly významné jarmarky a dobytčí trhy. Z domů na náměstí stojí dále za zmínku fara a bývalá měšťanská škola, zachovala se zde také kamenná vážní budka z roku 1924. Náměstí prošlo v letech 2019–20 rozsáhlou rekonstrukcí, na jejímž konci byl mariánský sloup umístěn v nové kašně uprostřed náměstí.
Do dlažby náměstí byl umístěn model Sluneční soustavy, jednotlivé plakety se symboly planet jsou umístěny v poměrné vzdálenosti od Slunce. Na náměstí se tak nachází pouze vnitřní planety po Mars, včetně plakety pro planetku (6802) Černovice, další planety jsou umístěny v okolí města.
V blízkosti náměstí bývala malá židovská čtvrť se synagogou. V dolní části města stojí klasicistní zámek, dnes Diagnostický ústav.

## Osobnosti
- Vojtěch Bělohrobský (1839–1869), spisovatel
- Jan Černovický (1569–1633), přezdívaný Czernovicius Sequenides, básník, měšťan a radní Starého města Pražského.
- Alois Jirák (1848–1907), římskokatolický duchovní, rektor v kněžském semináři v Českých Budějovicích
- Marta Kottová (1929–2017), aktivistka
- Marie Schäferová-Holešovská (1891–1975), spisovatelka
- Rudolf Schönbach (1906–1955) podnikatel
- Miloš Tichý (* 1966), astronom
- Jiří Turek (1942), spisovatel
- Ferdinand Vodička (1895–1953), hudebník

## Partnerské obce
- Bošáca, Slovensko

## Zajímavosti
Astronom Miloš Tichý, který zde vyrůstal, pojmenoval jménem města planetku (6802) Černovice, kterou objevil 24. října 1995.
Na nově zrekonstruovaném Mariánském náměstí se bude nacházet model Sluneční soustavy v měřítku 1:2784000000. Přímo na ose náměstí je Slunce, vnitřní planety a mírně mimo osu právě planetka Černovice. Dále od centra se na ose nachází Jupiter. Na území obce je ještě Saturn u školy a Uran u Dobešova.
V obci se nachází kavárna Budík s velkou sbírkou budíků.

## Galerie

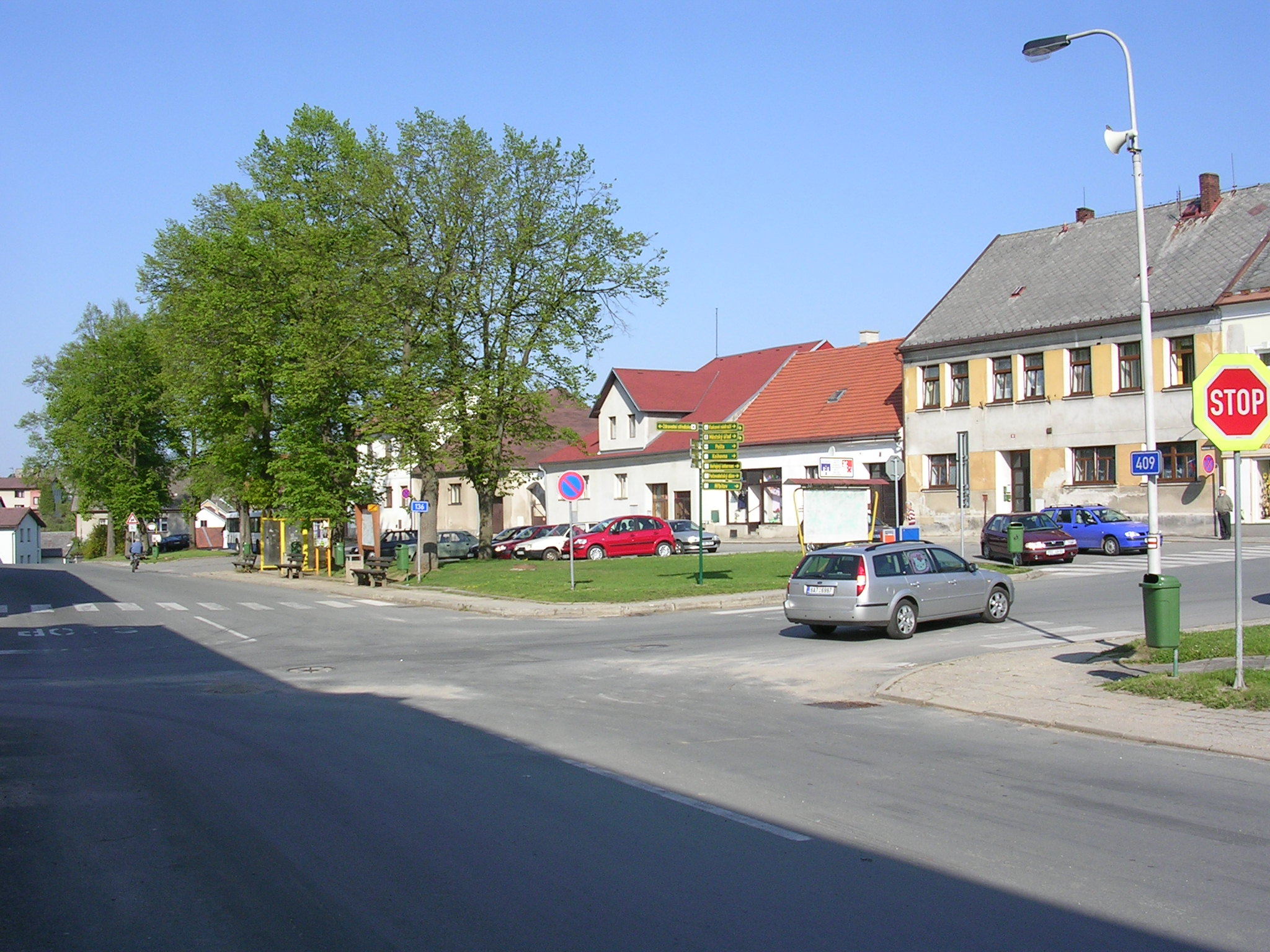
Mariánské náměstí
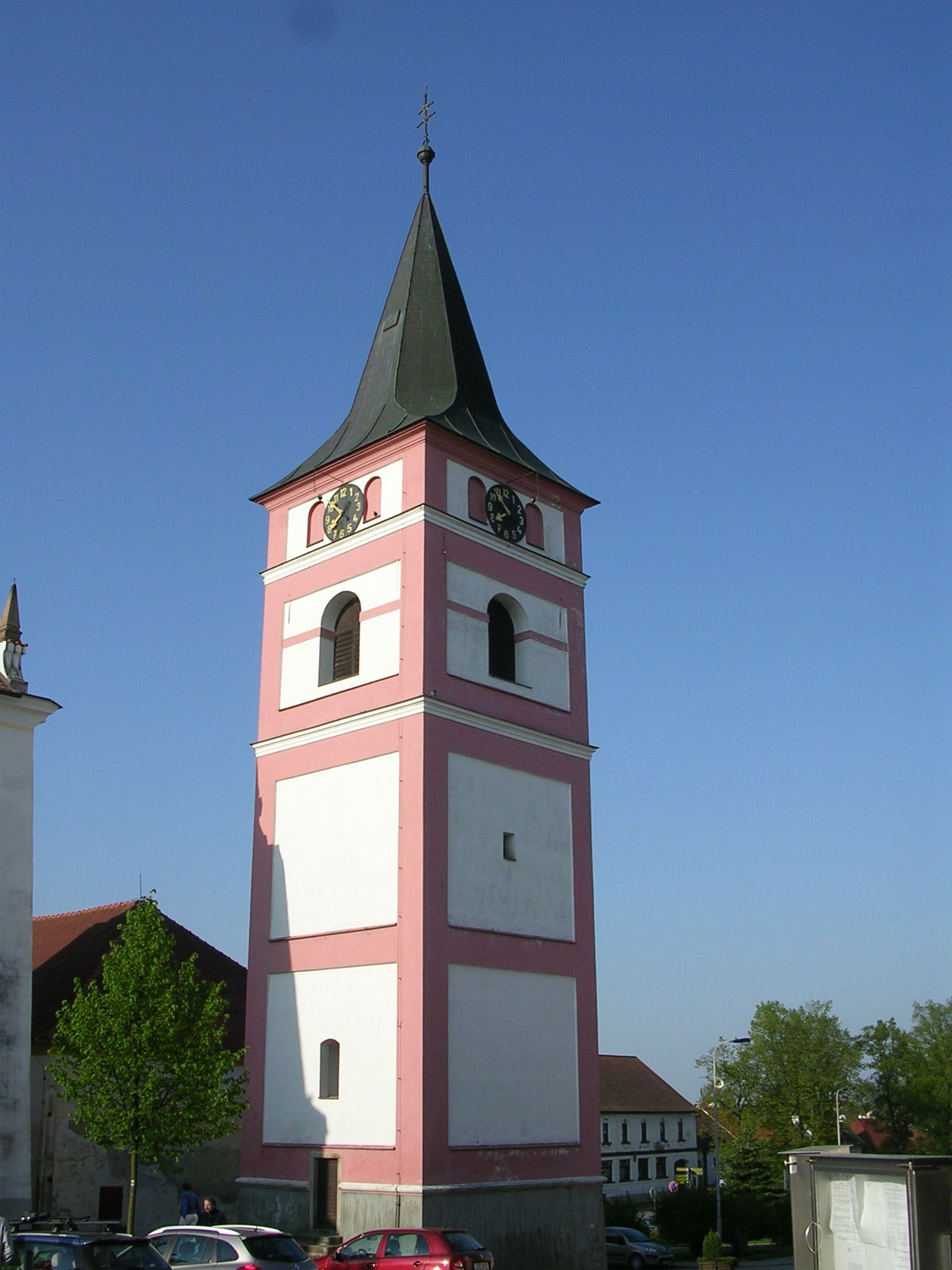
Zvonice u kostela Povýšení svatého Kříže
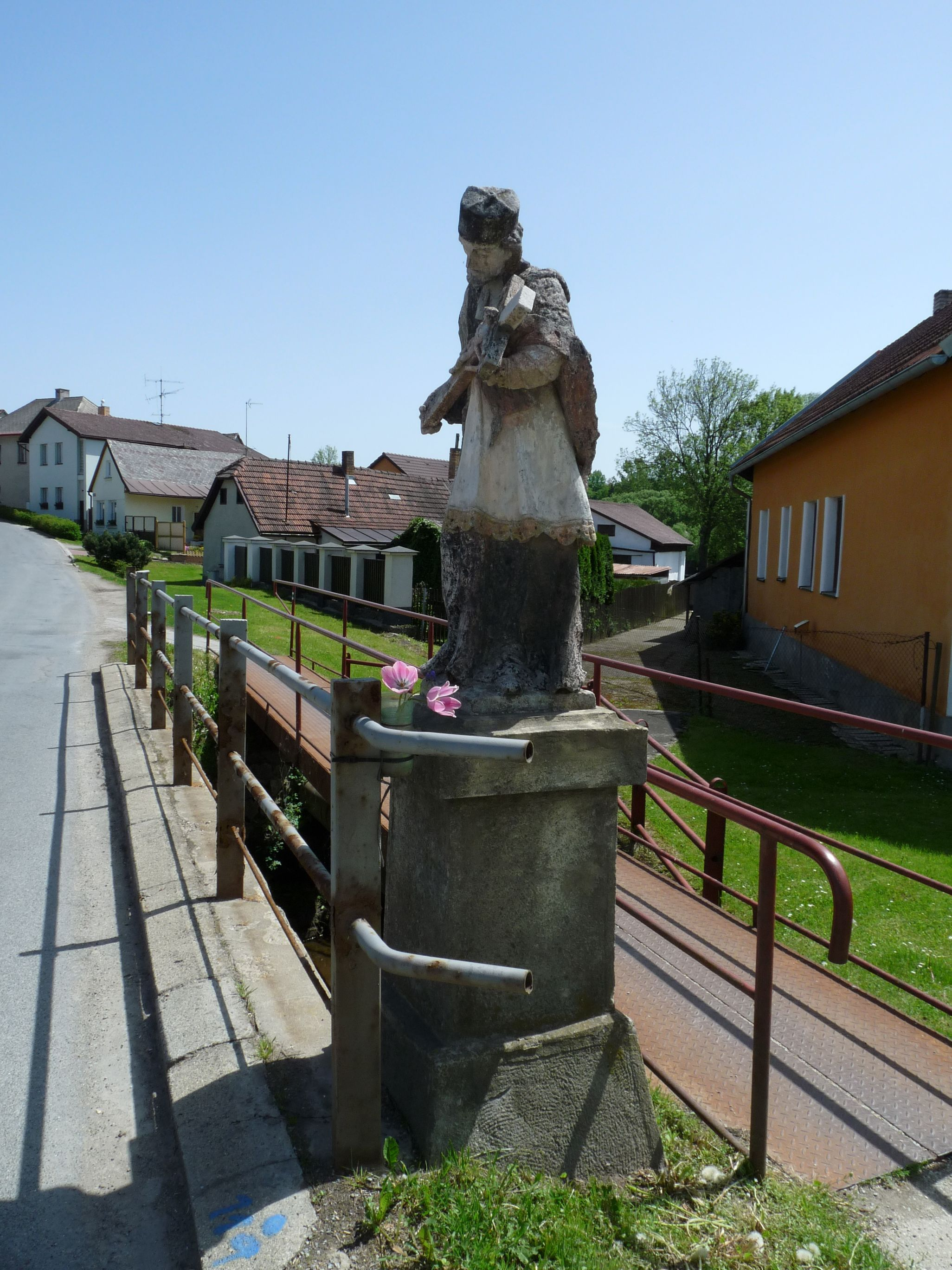
Socha svatého Jana Nepomuckého
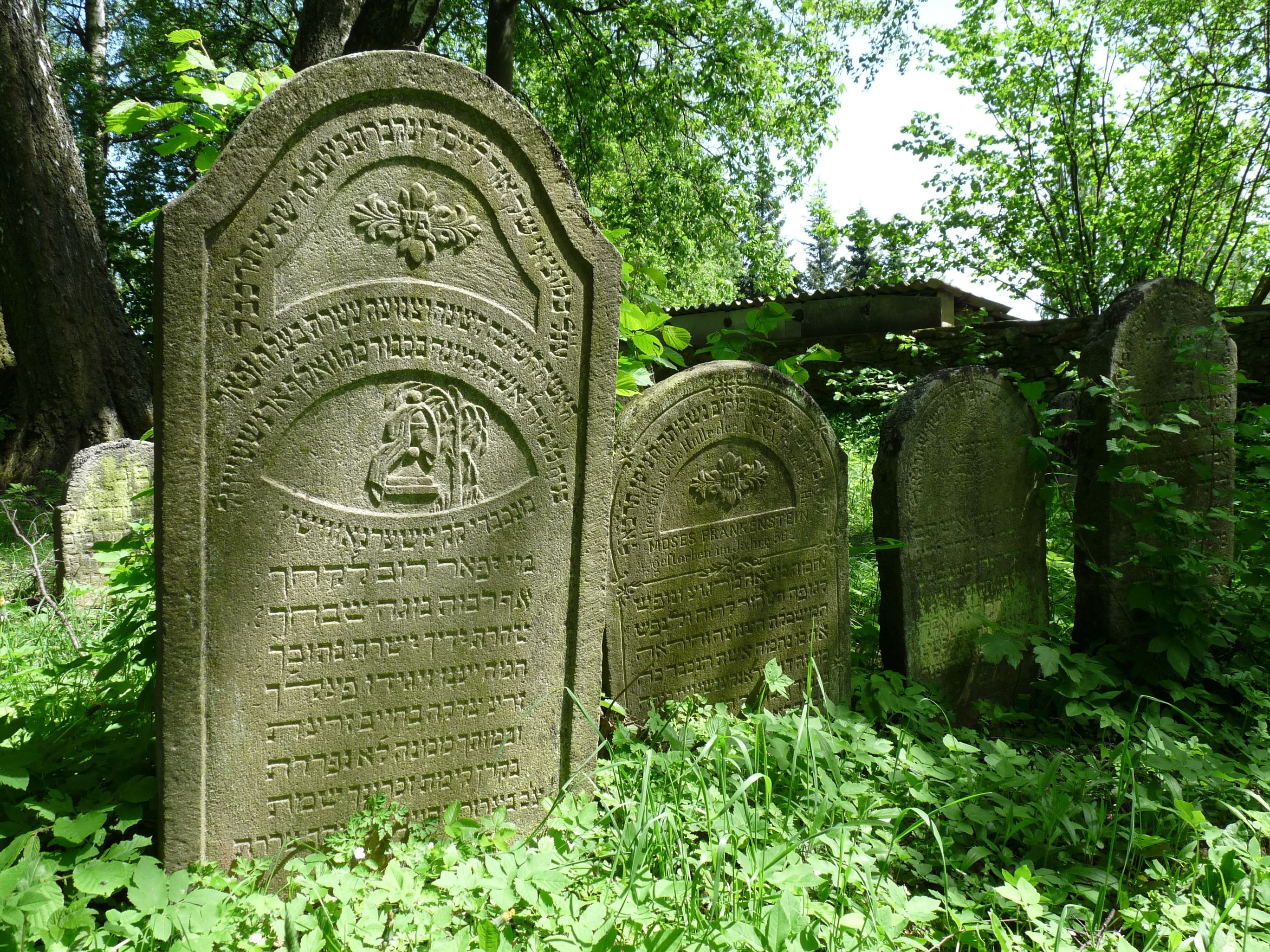
Náhrobky na židovském hřbitově
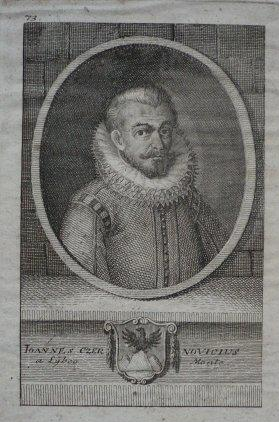
Místní rodák Jan Černovický